# БМВ
БМВ (BMW, съкращение от Bayerische Motoren Werke AG, Баварски моторни заводи АД) е германска компания с дейност обхващаща производство и продажба на моторни превозни средства (МПС), резервни части и аксесоари за МПС, продукти на машиностроенето, както и свързани с тях услуги. БМВ АД е фирмата-майка на концерна БМВ Груп, която е пазарно ориентирана към сектора „Автомобили“, „Мотоциклети“, „Финансови услуги“ и „Други дружества“. БМВ Груп работи на международно ниво в над 150 страни. БМВ Груп включва освен БМВ АД всички дъщерни фирми, върху които БМВ АД може да директно и управляващо влияние. Освен това БМВ АД управлява БМВ Груп.
БМВ Груп е един от най-успешните производители на автомобили и мотоциклети в света и е сред най-големите промишлени предприятия в Германия. Марките БМВ, Мини и Ролс-Ройс са три от най-силните премиум марки в автомобилната индустрия. Фирмата развива изследователска и иновативна дейност на 13 местоположения в пет държави, произвежда продуктите си на 31 места в 14 държави. Фирмата предлага и финансови услуги и е един от водещите доставчици на премиум услуги за индивидуална мобилност.
Компанията участва активно в моторни спортове като Формула 1, Шампионата за туристически автомобили и др. Централата на компанията е разположена в сградата Централата на БМВ в Мюнхен.
През 2016 г. компанията произвежда 2 359 756 автомобила от марките БМВ, Мини и Ролс-Ройс и 145 555 мотоциклета. За тази година печалбата на фирмата преди данъчно облагане е 9,665 млрд. евро (най-голяма в историята на фирмата), а оборотът – 94,163 млрд. евро. 47,1% от оборота е в Европа, 28,8% – в Азия, 20,7% в Америка и 3,4 в други региони. Брутният марж за 2016 г. е 19,9%
Изпълнителен директор на БМВ към 2016 г. е Харалд Крюгер. 46,7% от акциите са собственост на семейство Кванд.

## История

### Преди Втората световна война
BMW е компания, основана от Карл Фридрих Рап през октомври 1913 г. в Мюнхен, като първоначално се занимава с производството на двигатели на самолети. През 1913 г. в северната част на Мюнхен Карл Рап и Густав Ото, син на Николаус Ото, създават две малки фирми за самолетни двигатели. Започващата Първа световна война веднага предизвиква порой от поръчки. Затова Рап и Ото решават да се обединят в един авиационен завод. През 1916 г. компанията сключва договор за производство на двигатели V12 за Австро-Унгария.
На 7 март 1916 г. компанията е създадена под името Bayerische Flugzeugwerke AG (BFW) – Баварски самолетни заводи – посредством сливането на Rapp-Motoren-Werke GmbH и Otto-Werke. Компанията не успява да изпълни договор за производство на 224 самолетни двигатели с австрийската армия и през 1917 г. Рап продава компанията на Камило Кастильони и изпълнителен директор на става Франц Йозеф Поп. В рамките на продажбата Кастильони преименува компанията на Bayerische Motoren Werke G. m. b. H. (Баварски моторни заводи)(BMW), която през 1918 г. е превърната в Bayerische Motoren Werke Aktiengesellschaft. Дошлият в компанията като инспектор на австрийската армия Поп довежда инженера Макс Фриц от Даймлер в Мюнхен и двамата заедно произвеждат шест-цилиндровия двигател с водно охлаждане и 19,1 л обем BMW IIIa на основата на двигателя Rapp Rp III, който става основен продукт на компанията.
Така в Мюнхен възниква компанията за самолетни двигатели, която на 21 юли 1917 г. е регистрирана под името Bayerische Motoren Werke. През 1918 г. компанията превърната в акционерно дружество – БМВ АГ.
Създадената през 1917 г. бяло-синя кръгла емблема на BMW се използва и до днес. Погрешно е създадено впечатление, че емблемата представлява въртяща се перка. Всъщност бялото и синьото представляват цветовете на Бавария.
На 17 юни 1919 г. тестовият пилот на BMW Франц Цено Диймер достига рекордната височина от 9760 метра със самолет DFW-F 37/III (C-IV) с двигател BMW Motor IV.
В края на Първата световна война в БМВ работят 3400 души. След края на Първата световна война производството на самолети в Германия е забранено и Кастильони продава акционерното дружество BMW на Knorr-Bremse AG (Спирачки „Кнор“ АД) и компанията е преименувана на Süddeutsche Bremsen AG (Южногермански спирачки АД). С помощта на Поп Кастильони получава правата върху името BMW през май 1922 г. През 1923 г. Фриц и Мартин Щоле конструират първия мотоциклет на BMW – R32 с боксерен двигател и карданно предаване. В средата на 1920-те години компанията започва производството на мотоциклети с обем на двигателя 750 cm³, 1000 cm³ и впоследствие 500 cm³, с които участва в състезания. През 1927 г. започва производството на компресорни двигатели.
Същата година фирмата започва отново да произвежда самолетни двигатели и с печалбите от тях осигурява капитала за закупуването на фабриката за автомобили Айзенах, която придобива през 1928 г. Тогава компанията се превръща в производител на автомобили и започва производството на леката кола Dixi по лиценз на Austin Motor Company с името BMW 3/15, най-напред в Берлин Йоханистал, където на 22 март 1929 г. е произведен първият автомобил BMW. Поради световната финансова криза една година по-късно производството е преместено напълно в Айзенах.
Dixi е базиран на Austin 7. Айзенахската фирма впоследствие станава част от Rover. Интересно е, че след много десетилетия, през 1990-те години, BMW временно става собственик на цялата фирма Rover.
Прзе 1932 г. BMW конструиера първият си собствен автомобил – с двигател с обем от 800 cm³ и 20 к.с. През 1934 г. започва производството на BMW 315 с двигател с обем 1500 cm³ и 34 к.с. През 1935 г. компанията конструира и автомобил с обем на двигателя от 1900 cm³. Впоследствие BMW създава и BMW 326 с двулитров, шест-цилиндров двигател и 45 к.с., който е развит до BMW 328 – двуместен спортен автомобил с 80 к.с.
В следващите години BMW разширява производството си, като произвежда 6-цилиндрови спортни коли и седани. Произвеждат 327 купе и кабрио и 335 – луксозен седан.
Георг Майер печели състезания с мотоциклети с BMW, а Ернст Хене поставя скоростен рекорд от 216 км/ч. В следващите години подобрява рекорда си четири пъти, докато достига 279,5 км/ч при шестия си опит през 1937 г.
През 1935 г. BMW пуска в серийно производство първата телескопична вилка за мотоциклети, а през 1938 г. – първите задни амортисьори за мотоциклет в серийно производство. Тези иновации осигуряват предимство на компанията до след края на Втората световна война.
Във втората половина на 1930-те години BMW изгражда фабрика за производство на самолетни двигатели в мюнхенския квартал Алах. Дъщерната компания с име BMW Flugmotoren GmbH произвежда двигателите за Ju 52 на Луфтханза.
Когато Втората световна война приключва, дизайнерите на BMW са най-напреднали в континенталното развитие на реактивните двигатели. Екип от инженери на BMW е нает от френски компании след войната. Например, те конструират турбината на днешните френски реактивни изтребители Mirage на базата на първите реактивни двигатели на BMW.
През 1938 г. Хушке фон Ханщайн става шампион на Германия в състезания със спортни автомобили с BMW 328, а през 1940 г. постига и най-големият успех от всички спортни успехи на BMW, печелейки състезанието „1000 мили“ („Mille Miglia“).
В началото на Втората световна война BMW произвежда автомобили с двигатели с обем до 3400 cm³, но основното производство е на автомобили от средна класа. Автомобил BMW с 1500 cm³ струва през 1937 г. 3750 марки, с хиляда повече отколкото лимузината на Опел с четири врати Opel Olympia.

### Втора световна война
Мотоциклетите на BMW, и по-специално R12 и R75, са широко използвани от моторизираните подразделения на германската армия.
BMW R75 е с кош, като и колелото на коша е задвижвано. Задвижването става с помощта на диференциал за постигане на висока проходимост на мотоциклета. Самолетите също използват BMW 801, един от най-мощните за времето си самолетни двигатели. Над 30 000 такива двигатели са произведени до 1945 г.
По време на войната Втора фабрика (Werk II) на BMW в Мюнхен-Алах е най-голямата фабрика за производство на самолетни двигатели в Германската империя. От 1939 г. BMW получава разпределени чуждестранни работници и военнопленници. През април 1943 г. 50% от принудително работещите са французи, а 18% са особено дискриминираните източноевропейци, от които 0,6% са руснаци. В края на Втората световна война 90% от работещите в нея са чуждестранни работници, военнопленници и затворници от концентрационни лагери, За разпределението на хиляди затворници от концентрационни лагери в BMW фирмата полага усилия от 1942 г. и получава затворници от лагера в Дахау през 1943 г. Между 1939 и 1944 г. броят на работещите там се увеличава от 1000 на 17 000 души. Принудително работещите работници участват както в производството, така и в разширяването на фабриката. Поради значителността си за военната индустрия, BMW бива предпочитана фирма при разпределението на работници. Въпреки това в нито един момент от войната не е постигната пълна заетост в компанията. Западноевропейските работници живеят частично в частни квартири. За останалите до 1944 г. са построени бараки край фабриките, в които живеят над 14 000 души.
Заводите на BMW са сериозно бомбардирани обекти в края на войната.
Заводът в Айзенах попада в Източна Германия и е отнет от BMW. В мюнхенките заводи се нанасят американци, които ги използват за ремонтни дейности на камиони и мотоциклети.

### След Втората световна война
Производството е възобновено през 1948 г. с непроменен модел мотоциклети от преди войната с обем на двигателя 250 cm³. През 1950 г. започва производството на мотоциклети с обем на двигателя от 500 и 600 cm³.
| Година | Произведени мотоциклети |
| ------ | ----------------------- |
| 1949   | 9450                    |
| 1950   | 17100                   |
| 1951   | 25050                   |
| 1952   | 28300                   |

След Втората световна война BMW променя политиката си и започва да произвежда повече луксозни автомобили.
От 1947 до 1950 г. Георг Майер печели всички улични първенства на Германия с мотоциклет BMW.
От 1951 г. BMW започва да произвежда автомобили в Мюнхен. През 1952 г. компанията получава обратно два завода от американските войници и започва серийното производство на BMW 501 с шест-цилиндров двигател с мощност от 65 к.с. Впоследствие двигателят е подобрен до 2100 cm³ и 72 к.с., но това все още не е достатъчно, за да изравни качеството на Mercedes 220. Компанията започва производство на осем-цилиндрови двигатели с обем 2600 cm³ и 3200 cm³ с мощност от 120 или 140 к.с. през 1954 г., за които няма достатъчен пазар. През 1956 г. започва производството на спортните модели BMW 503 и BMW 507, които са насочени към богати клиенти.
През 1955 г. Вилхелм Нол поставя рекорд за най-висока скорост, достигната с мотор с кош – 285 км/ч.
В края на 1950-те години BMW се намира в криза. През 1959 г. компанията отчита 9,5 милиона марки загуби, неплатени сметки в размер на 4,5 милиона марки.
В края на 2016 г. компанията има 124 729 служители. От тях 112 869 работят в сегмент „Автомобили“, 3351 в сегмент „Мотоциклети“, 8 394 в сегмент „Финансови услуги“ и 115 в други сегменти. Според изследването „World’s Most Attractive Employers“ на агентурата „Universum“ фирмата е най-добрият работодател в Германия и най-добрият работодател сред производителите на автомобили в света.

## Автомобили
От 1955 до 1962 г. голям успех имат различни модели на микроколата BMW Isetta, като на препроектирания италиански оригинал Isetta се монтират мотори BMW. Общо са произведени 161 728 такива микроколи.
Репутацията на BMW се гради основно върху производството на луксозни автомобили от висок клас, които се отличават със своя спортен дух, динамичност, прецизно управление и мощни двигатели. При това моделите им са задължително или със задно предаване, или пълноприводни (4x4). Текущата моделна гама на BMW е започната да се изгражда през 60-те години на 20 век с представянето на серията 02, като текущите моделни означения са въведени през 70-те години.
Отделните моделни семейства се наричат „серия“ и се означават с една цифра. Първоначално е представена BMW 5 – нормален семеен седан, последвана от BMW 3 (компактен семеен автомобил) и BMW 7 (луксозен седан). Обикновено всеки модел е означен с три цифри и една или няколко букви (пример 325iX) – първата от цифрите е свързана с принадлежността на автомобила към дадена серия (в примера 3-та серия), следващите две – с обема на двигателя, а буквите показват типа на гориво и други специфики. Изключение правят автомобилите, разработвани от спортното поделение на BMW – BMW Motorsport, които са означавани с буквата M и цифра на серията, която представляват (пример BMW M3).
По-късно са въведени и моделите от сериите Z (roadster) и X (джип), чиито означения също представляват изключение от стандартното правило. Насоките в развитието на компанията са към намаляването на разхода на гориво на автомобилите и по-малко отделяне на вредни емисии, използвайки свръхмодерни технологии и иновации в автомобилостроенето.
През 2016 г. компанията произвежда 2 359 756 автомобила, от които 2 002 997 са с марка BMW, 352 580 – MINI и 4179 – Rolls-Royce. В същата година компанията произвежда и 145 555 мотоциклета.

### Продажби
През 2016 г. марката BMW за първи път е продадена над 2 млн. пъти в световен мащаб. В края на жизнения си цикъл 5-ата серия на BMW не достига броя продажби от предишната година. 2-ра серия и продуктовата фамилия X са продавани над 20% по-често от предходната година, като най-големият скок е при серията X1 – 83,6%. BMW i3 е сред трите най-продавани електрически автомобила в световен мащаб.
| Серия  | 2016    | 2015    | Промяна от 2015 до 2016 | Процент от всички продажби |
| ------ | ------- | ------- | ----------------------- | -------------------------- |
| BMW 1  | 176032  | 182158  | -3,4%                   | 8,8%                       |
| BMW 2  | 196183  | 157144  | +24,8%                  | 9,8%                       |
| BMW 3  | 411844  | 444338  | -7,3%                   | 20,5%                      |
| BMW 4  | 133272  | 152390  | -12,5%                  | 6,6%                       |
| BMW 5  | 331410  | 347096  | -4,5%                   | 16,5%                      |
| BMW 6  | 13400   | 20962   | -36,1%                  | 0,7%                       |
| BMW 7  | 61514   | 36364   | +69,2%                  | 3,1%                       |
| BMW X1 | 220378  | 120011  | +83,6%                  | 11%                        |
| BMW X3 | 157017  | 137810  | +13,9%                  | 7,8%                       |
| BMW X4 | 58055   | 55050   | +5,5%                   | 2,9%                       |
| BMW X5 | 166219  | 168143  | -1,1%                   | 8,3%                       |
| BMW X6 | 43323   | 46305   | -6,4%                   | 2,2%                       |
| BMW Z4 | 5432    | 7950    | -31,7%                  | 0,3%                       |
| BMW i  | 29280   | 29513   | -0,8%                   | 1,5%                       |
| Общо   | 2003359 | 1905234 | +5,2%                   | 100%                       |

Продажбите на MINI през 2016 г. са най-големият брой в историята на компанията.
| Модел                      | 2016   | 2015   | Промяна от 2015 до 2016 | Процент от всички продажби |
| -------------------------- | ------ | ------ | ----------------------- | -------------------------- |
| MINI Hatch                 | 198373 | 221982 | -10,6%                  | 55,1%                      |
| MINI Cabrio/Coupé/Roadster | 30050  | 20004  | +50,2%                  | 8,3%                       |
| MINI Clubman               | 63509  | 8003   | –                       | 17,6%                      |
| MINI Coutnryman/Paceman    | 68301  | 88477  | -22,8%                  | 19%                        |
| Общо                       | 360233 | 338466 | +6,4%                   | 100%                       |

Продажбите на Ролс-Ройс са втори по брой годишно в историята на марката.
| Модел       | 2016 | 2015 | Промяна от 2015 до 2016 |
| ----------- | ---- | ---- | ----------------------- |
| Phantom     | 389  | 488  | -20,3%                  |
| Ghost       | 1175 | 1609 | -27%                    |
| Wraith/Dawn | 2447 | 1688 | +45%                    |
| Общо        | 4011 | 3785 | +6%                     |

### Актуални моделни линии
| Година на първо производство | Серия №        | Година на първо производство | Спортен еквивалент на серията | Година на първо производство | X-еквивалент на серията |
| ---------------------------- | -------------- | ---------------------------- | ----------------------------- | ---------------------------- | ----------------------- |
| 2004                         | Серия 1 на BMW |                              | M1                            |                              | X1                      |
|                              | Серия 2 на BMW |                              | M2                            |                              | X2                      |

- БМВ Серия 1
- БМВ Серия 2
- БМВ Серия 3
- БМВ Серия 4
- БМВ Серия 5
- БМВ Серия 6
- БМВ Серия 7
- БМВ Серия 8
- BMW X5 M
- BMW X6 M
- Серия X1 на BMW
- Серия X3 на BMW
- Серия X4 на BMW
- Серия X5 на BMW
- Серия X6 на BMW
- Серия X7 на BMW
- Серия Z3 на BMW
- Серия Z4 на BMW
- Серия Z8 на BMW
- Серия i на BMW

## Мотоциклети

### Моделна линия
При мотоциклетите на BMW са актуални следните основни моделни линии:
- Серия F:

BMW F 650 GS,
BMW F 800 GS,
BMW F 800 ST,
BMW F 800 R,
BMW F 800 S.
- Серия G:

BMW G 450 X,
BMW G 650 Xchallenge,
BMW G 650 Xcountry,
BMW G 650 Xmoto.
- Серия K:

BMW K 1300 GT,
BMW K 1300 R,
BMW K 1300 S.
- Серия R:

BMW R 1200 GS,
BMW R 1200 GS Adventure,
BMW R 1200 RT,
BMW R 1200 R.
- Серия S:

BMW S 1000 RR.
- Серия HP2:

BMW HP2 Megamoto, BMW HP2 Sport.

### Продажби
През 2016 г. БМВ продава 145 032 мотоциклета (спрямо 136 963 за 2015 г.)